# Cechenena
Cechenena este un gen de molii din familia Sphingidae. 

## Specii
- Cechenena aegrota - (Butler 1875)
- Cechenena catori - (Rothschild, 1894)
- Cechenena chimaera - (Rothschild, 1894)
- Cechenena helops - (Walker 1856)
- Cechenena lineosa - (Walker 1856)
- Cechenena minor - (Butler 1875)
- Cechenena mirabilis - (Butler 1875)
- Cechenena pollux - (Boisduval 1875)
- Cechenena scotti - Rothschild 1920
- Cechenena sperlingi - Eitschberger, 2007
- Cechenena subangustata - Rothschild 1920
- Cechenena transpacifica - Clark 1923

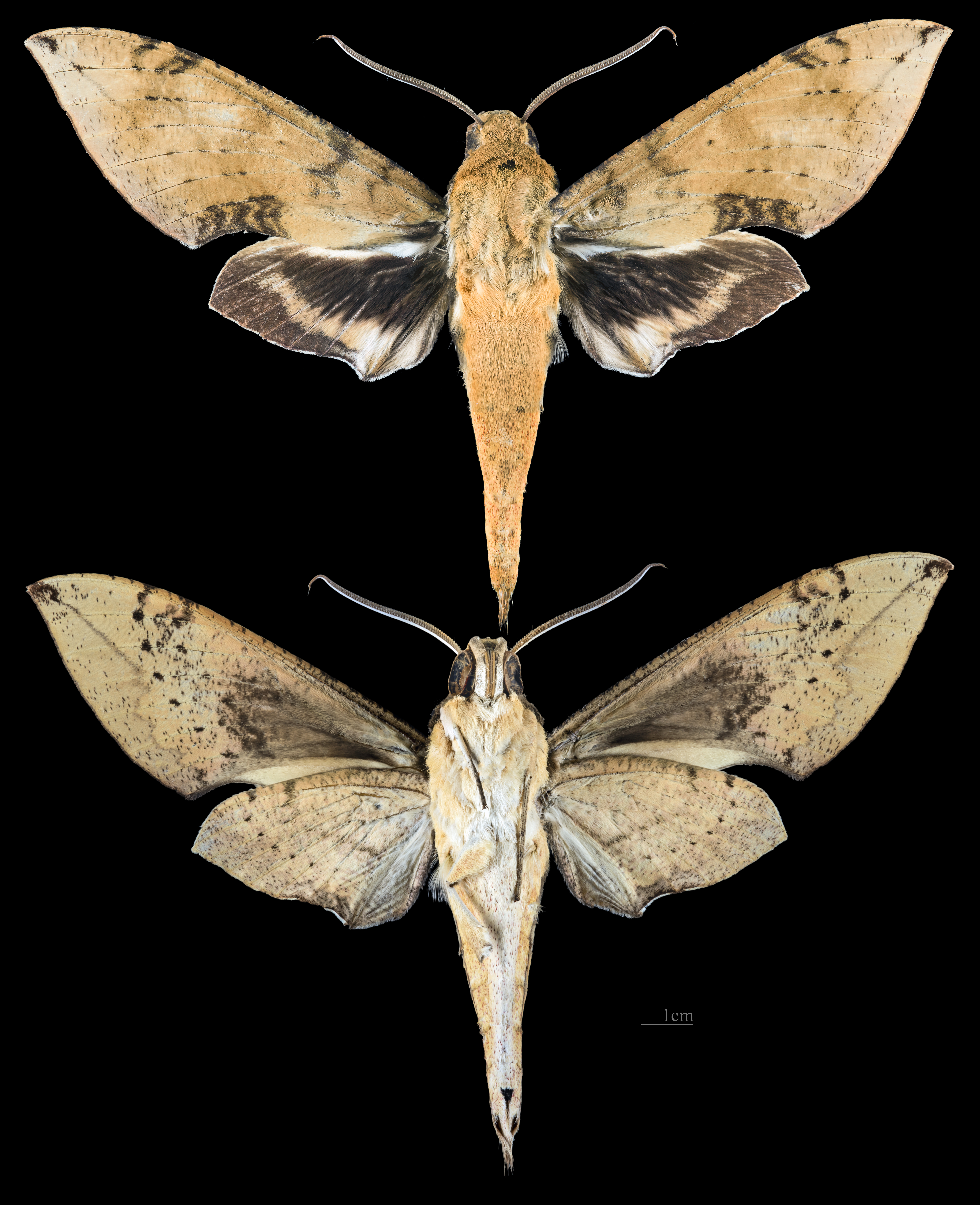
Cechenena aegrota
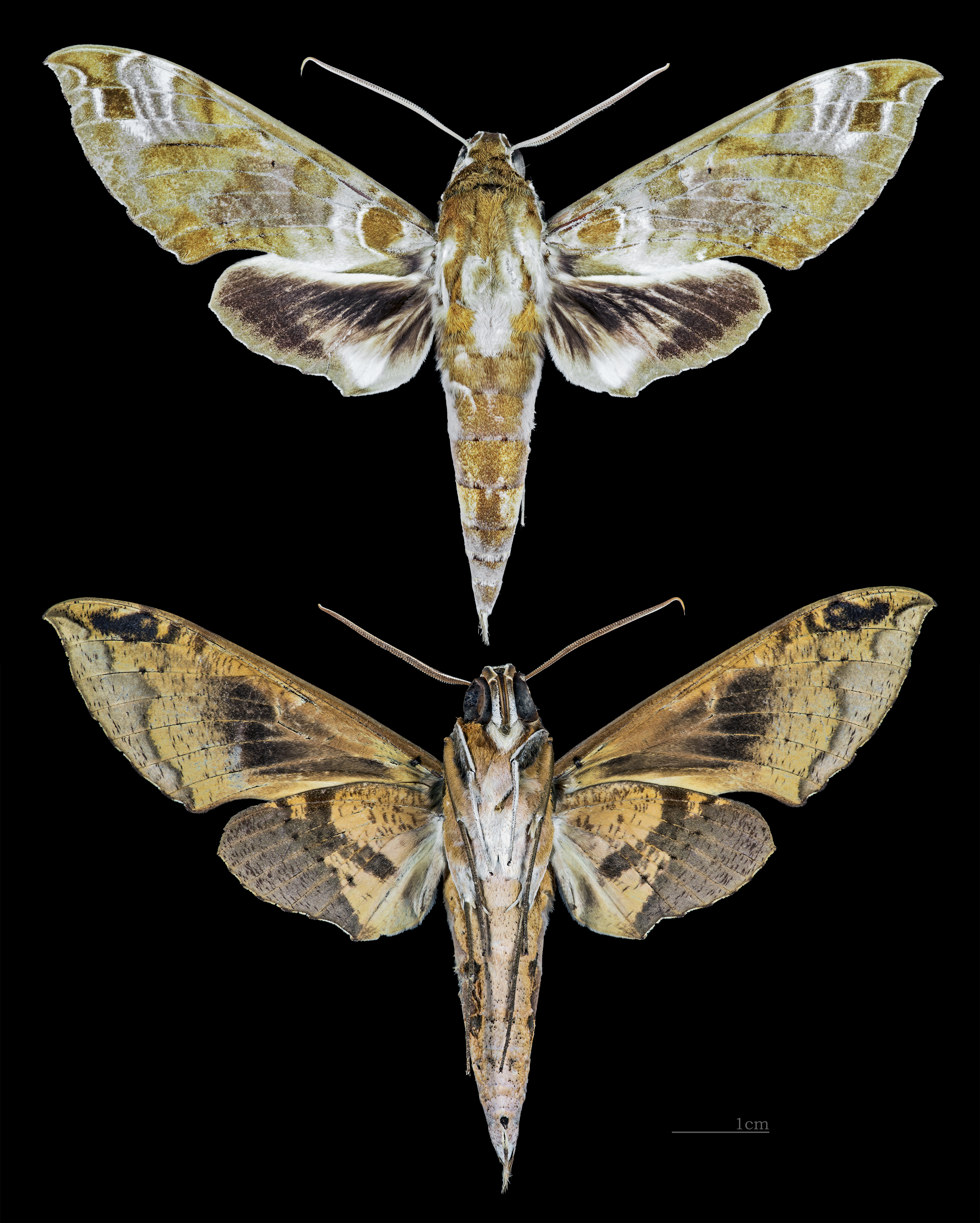
Cechenena helops
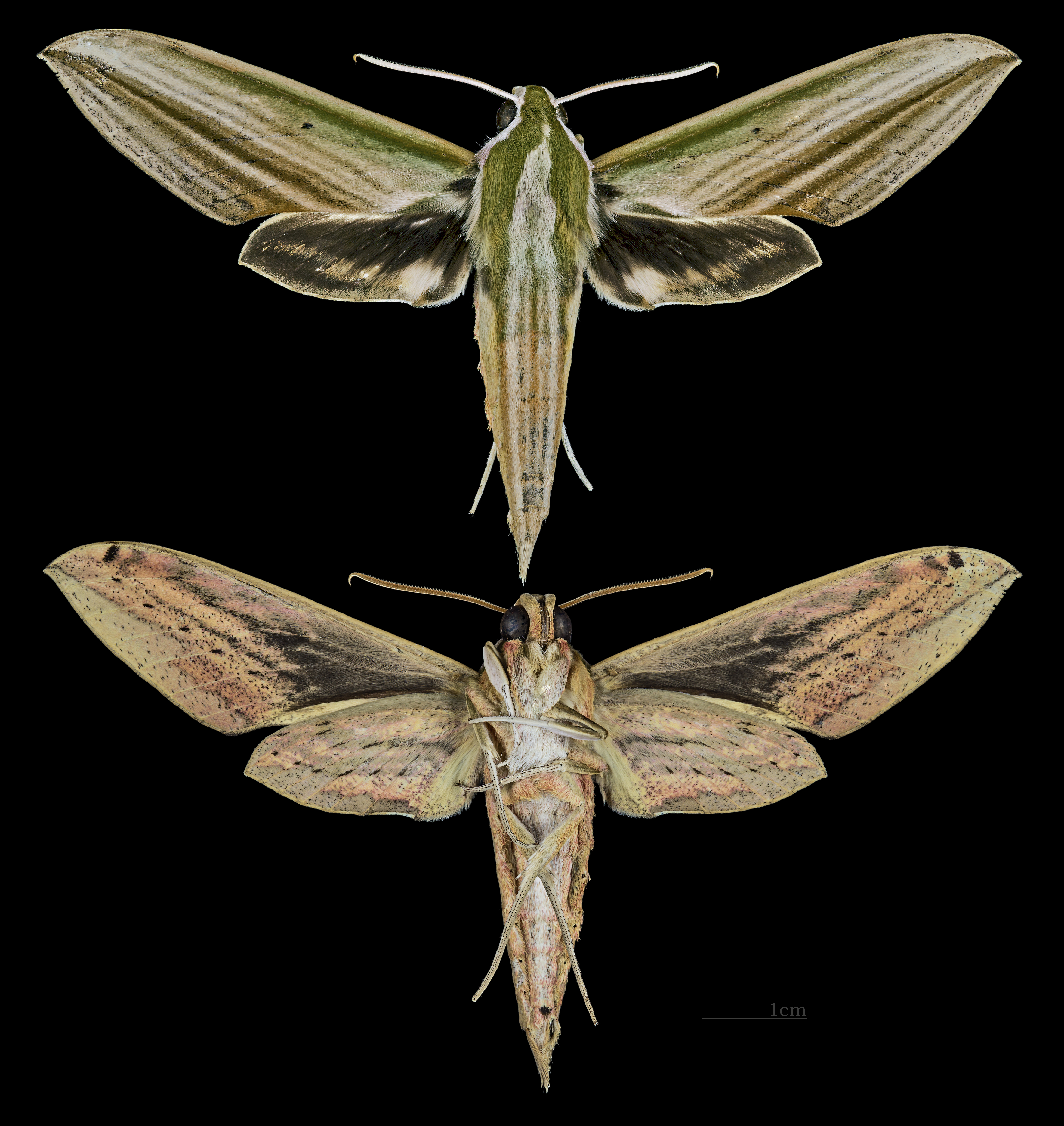
Cechenena lineosa
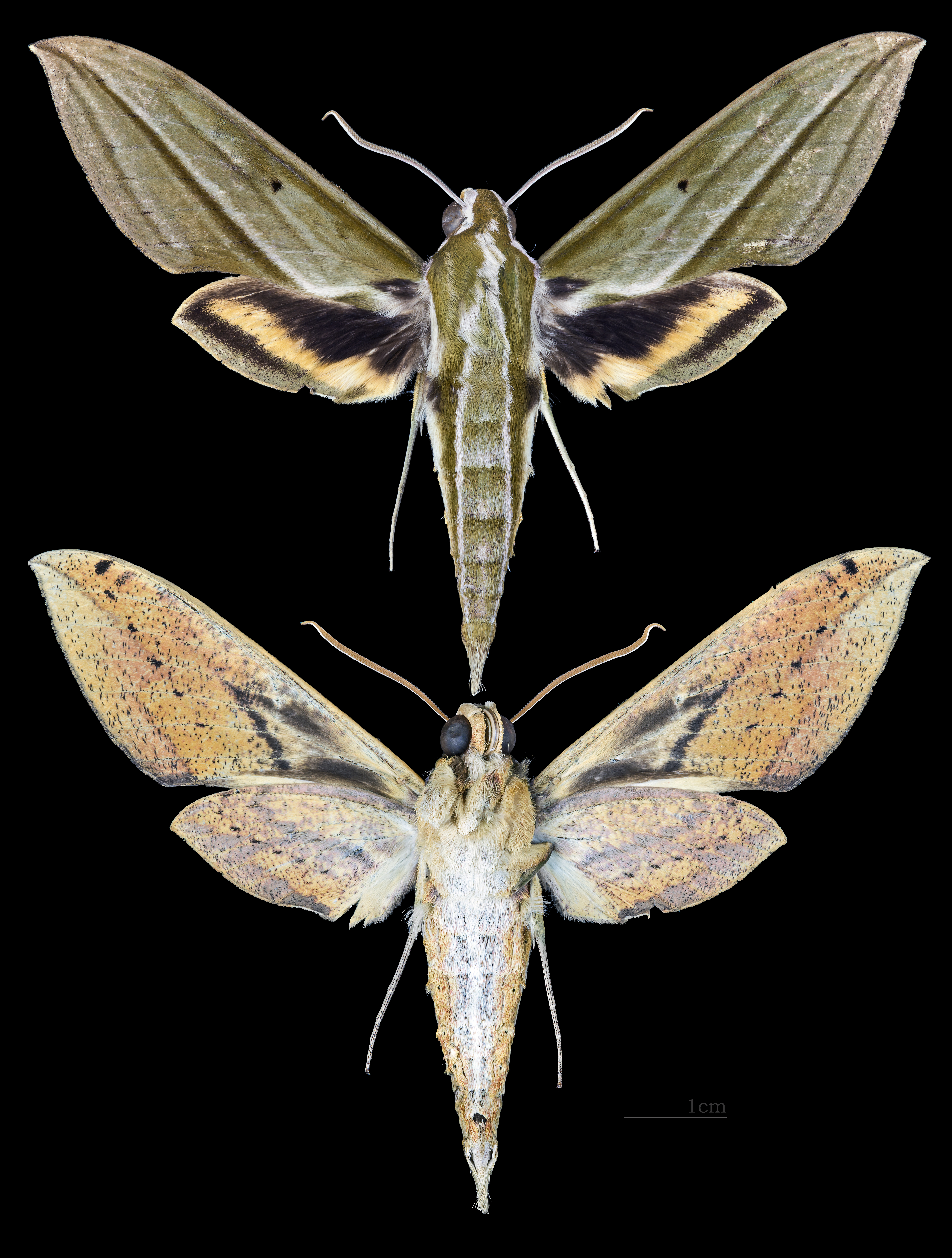
Cechenena pollux
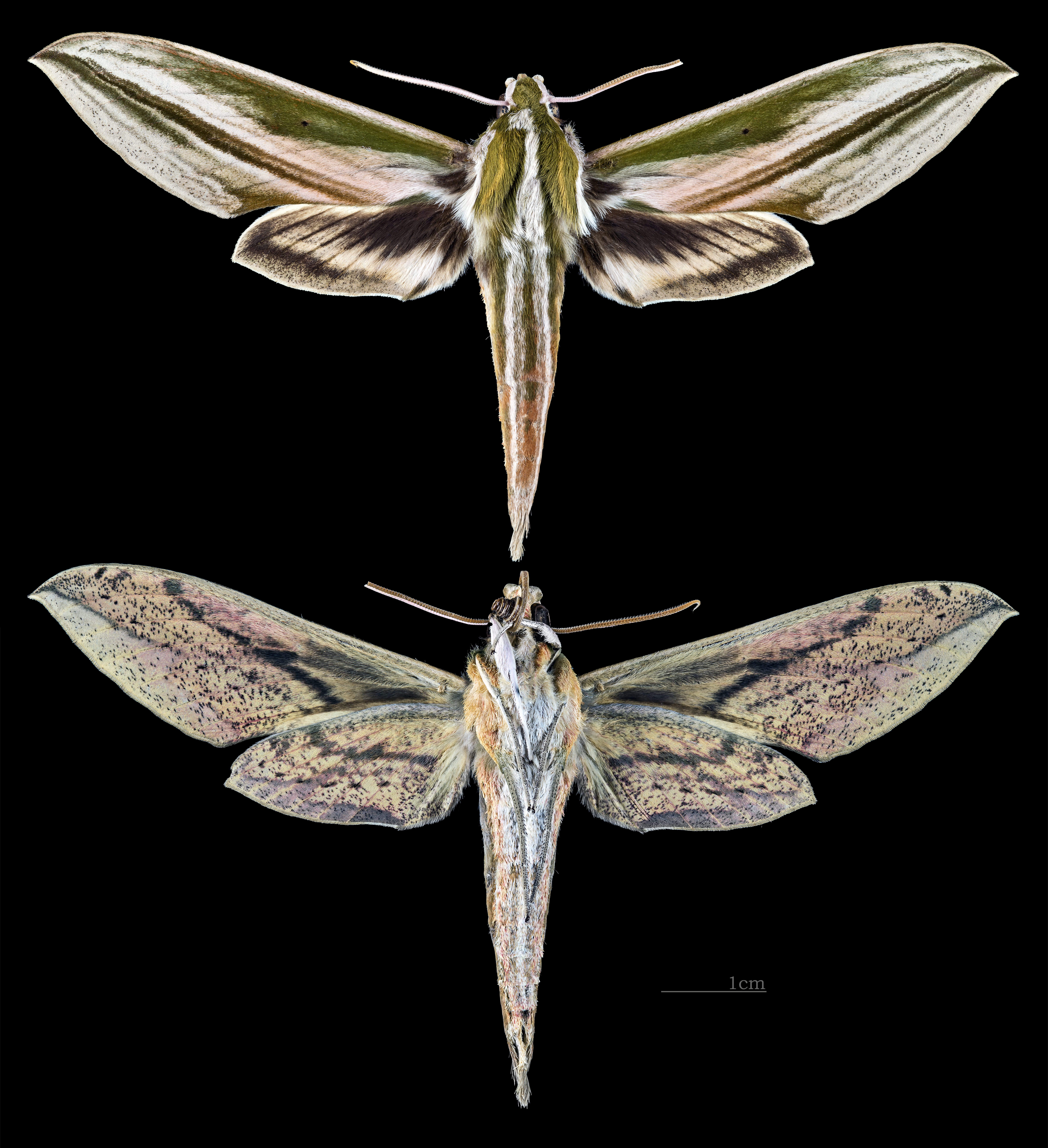
Cechenena scotti
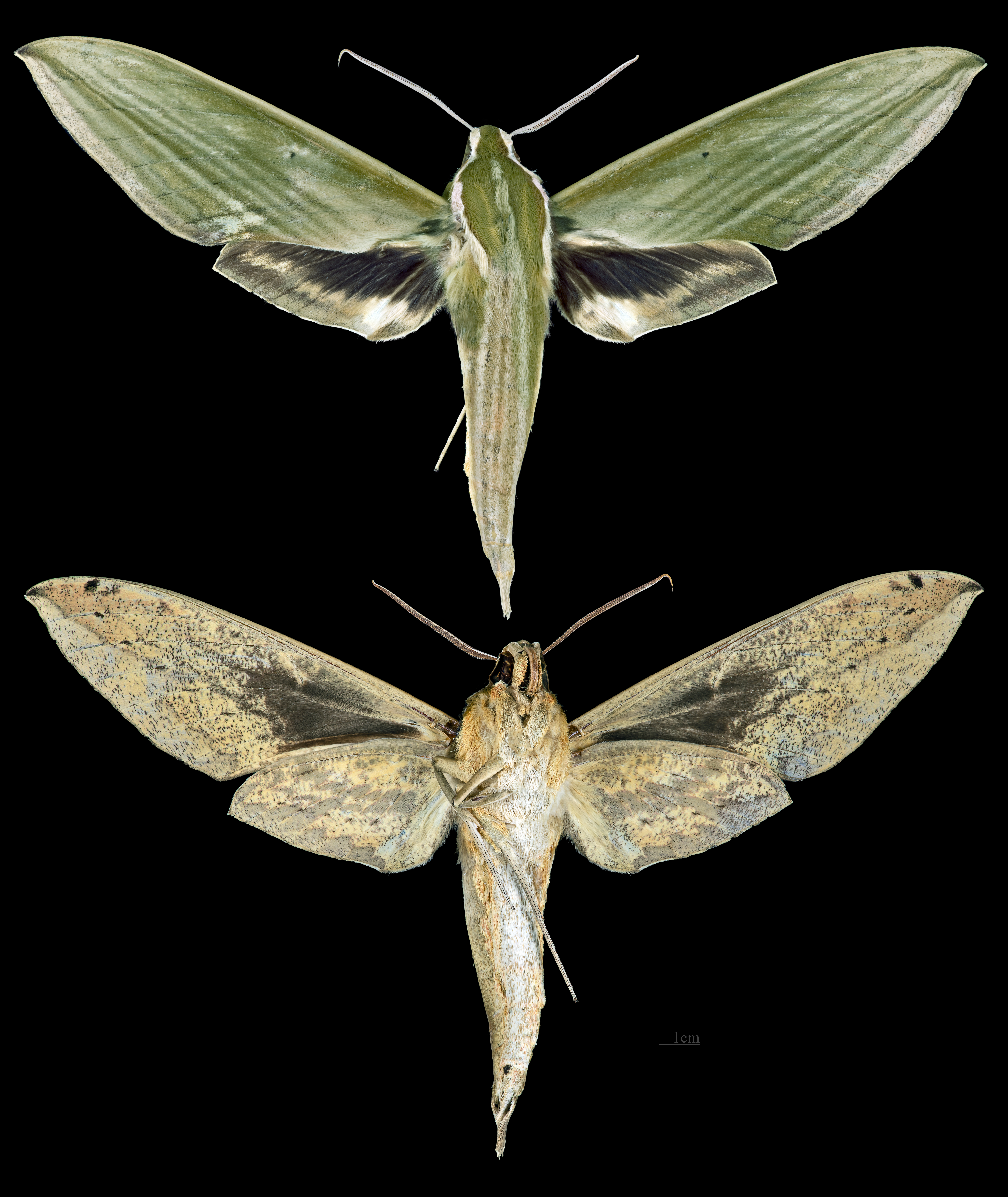
Cechenena subangustata
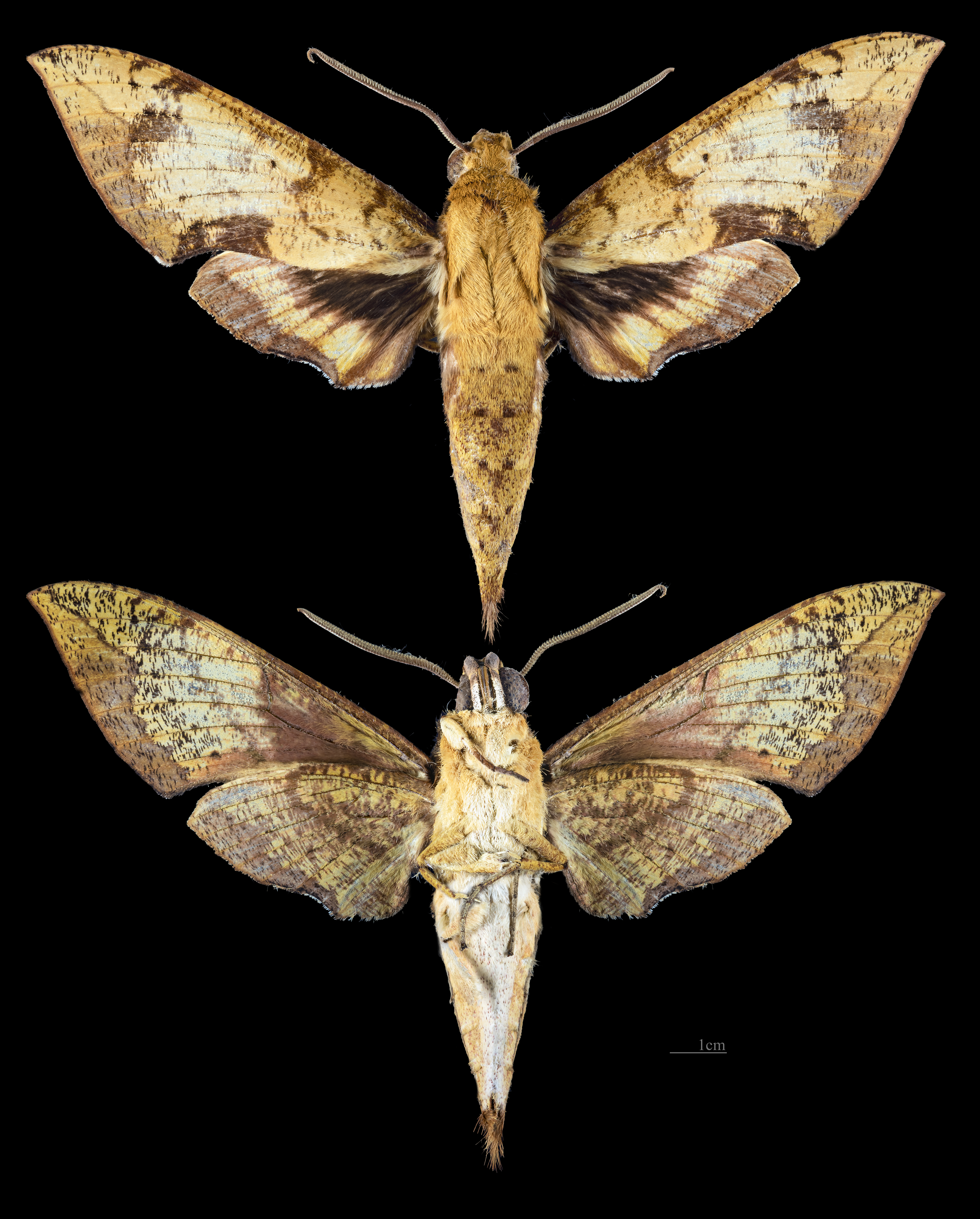
Cechenena transpacifica